# ぐるりんバス (南丹市)

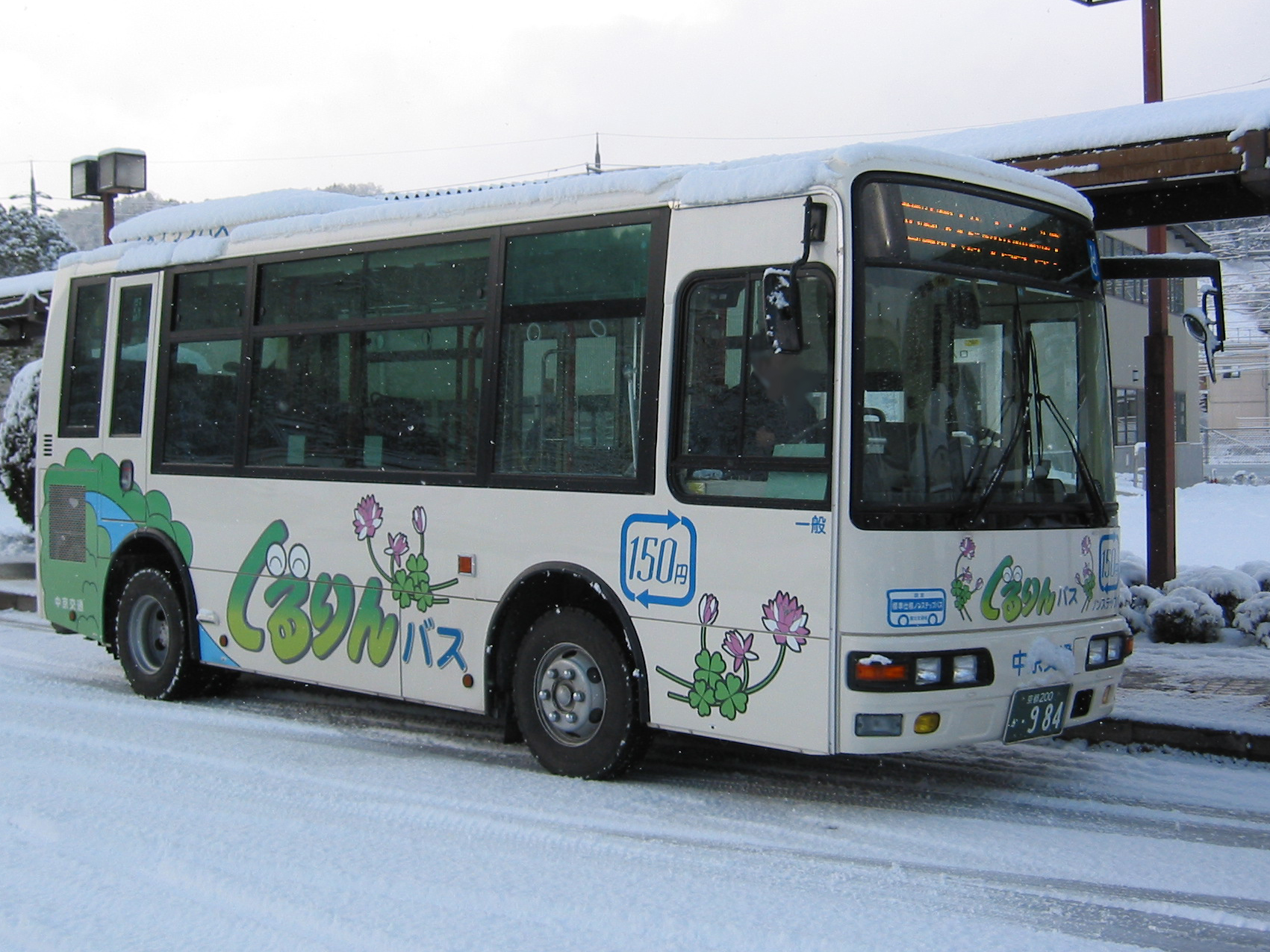
ぐるりんバスの車両（2006年当時）

ぐるりんバスは、京都府南丹市が園部地域で運行するコミュニティバスである。2005年4月運行開始。運行は中京交通に委託している。

## 概要
旧園部町当時、園部町内で路線バスを運行していた京都交通が2004年1月に経営破綻したことに伴い、町内の高齢者等の生活交通確保のため、2005年4月1日に運行を開始した。当初は3路線で運行、そのうち2路線は主たる目的がスクールバスで、1路線は循環バスでの運行であった。その後南丹市への合併により同市に引き継がれている。
2019年（令和元年）10月1日には、新光悦村工業団地および沿線住民の通勤、園部小学校への児童の通学手段の確保、商業施設へのアクセス向上などを目的とする「ぐるりんバス新光悦村線」が運行を開始した。

## 沿革
- 2005年（平成17年）4月1日 - 園部町内で路線バスを運行していた京都交通が2004年1月に経営破綻したことに伴い、旧・園部町が高齢者、障害者の生活交通として、点在する教育機関のスクールバスとしてコミュニティバスを運行、愛称は「ぐるりんバス」となる。
- 2006年（平成18年）1月1日 - 園部町、美山町、日吉町等の合併による南丹市発足により、同市のコミュニティバスとなる。
- 2019年（令和元年）10月1日 - 新光悦村工業団地への通勤、沿線住民の通勤、園部小学校への児童の通学手段の確保、商業施設へのアクセス向上等を目的とした「ぐるりんバス新光悦村線」が運行開始[3][4]。
- 2024年（令和6年）4月1日 - ICOCAを導入。交通系ICカード全国相互利用サービス対応のICカードも利用可能となるが、PiTaPa交通利用エリアではないため、PiTaPaで乗車する場合はプリペイド方式となる[5]。また、車内でのチャージには対応していない。

## 運賃・乗車券類
運賃は1区域内1乗車につき
- 大人：150円、小人：100円（小学校就学児まで）、小学生未満無料

摩気スクール・園部東部線、市内循環線、新光悦村線が全区間150円均一、西本梅スクール・癒しの森線は、各区間ごとで150円、300円、450円、600円と変動料金制となっている。

## 路線
以下の4路線がある。
10系統 西本梅スクール・癒しの森線
- 榎→るり渓→るり渓橋→大河内→法京→るり渓口→天引→八阪→南八田→西小前→埴生→農芸高校→若森→殿谷→八乙女口→南八田→るり渓橋→るり渓→榎
- （西小前→）南八田→八乙女口→殿谷→若森→農芸高校→埴生→西小前→南八田→るり渓橋→るり渓（降車のみ）→榎（降車のみ）→大河内→法京→るり渓口→天引→八阪（→南八田）（平日のみ運行）
- 西小前→南八田→八乙女口→殿谷→若森→農芸高校→埴生→西小前→南八田→八阪→天引→るり渓口→法京→大河内→るり渓橋→るり渓→榎→通天湖→奥るり渓（土曜・日曜・祝日のみ運行）
- 南八田→るり渓橋→るり渓（降車のみ）→榎（降車のみ）→大河内→法京→るり渓口→天引→八阪
  - 循環系統で、双方向への便がある。一部西小前始発の便がある。一部便は八阪止になる。南八田、八乙女口で京阪京都交通の路線と接続する。
- 南八田 - るり渓橋 - るり渓 - 榎 - 通天湖 - 奥るり渓（土曜・日曜・祝日のみ運行）
- 南八田 - 八阪 - 天引 - るり渓口 - 法京 - 大河内 - るり渓橋 - るり渓 - 榎 - 通天湖 - 奥るり渓（土曜・日曜・祝日のみ運行）
  - 榎 - 奥るり渓間は土曜・日曜・祝日のみ運行。一部南八田 - るり渓橋間で天引経由の便がある。南八田で京阪京都交通の路線と接続する。
- なお、当路線は落石や落下の危険がある樹木が確認されたことから、バス運行の安全確保のため、当面の間、大河内バス停への乗り入れを休止し、大河内公民館までの運行となっている[10]。

20系統 市街地循環線
- S21系統 園部駅西口→大学校前→城南町→半田口→横田→河原町→園部大橋→本町→園部駅西口
- S22系統 園部駅西口→本町→園部大橋→河原町→横田→半田口→城南町→大学校前→園部駅西口
- S23系統 園部駅西口→大学校前→城南町→市役所前→園部大橋→河原町→横田→半田口→城南町→平成台→小山西町→園部駅西口
- S24系統 園部駅西口→平成台→小山西町→城南町→半田口→横田→河原町→園部大橋→市役所前→城南町→大学校前→園部駅西口
  - 循環系統が2つあり、いずれも双方向への便がある。

30系統 摩気スクール・園部東部線
- S30系統 園部駅西口→木崎町→曽我谷口→瓜生野→新堂口→船岡駅→高屋公民館→熊原口→越方公民館→船岡駅（以降往路と逆順）→園部駅西口
- S33系統 園部駅西口→大学校前→城南町→市役所前→園部大橋→河原町→横田→半田口（平日のみ運行）
- S34系統 園部駅西口 - 大学校前 - 城南町 - 市役所前 - 園部大橋 - 河原町 - 横田 - 半田口 - 半田 - 口人 - 本梅口 - 口司

50系統 新光悦村線
- S51系統 園部駅西口 - 平成台 - 小山西町 - 城南町 - 市役所前 - 園部大橋 - 長生園前 - 曽我谷口 - 新光悦村工業団地2
- S52系統 園部駅西口 - 平成台 - 小山西町 - 城南町 - 市役所前 - 園部大橋 - 長生園前 - 曽我谷口 - 瓜生野 - 新堂口 - 道の駅京都新光悦村 - 曽我谷
- S55系統 園部駅西口 - 木崎町 - 曽我谷口 - 新光悦村工業団地2

## 車両
中型車4台を使用している。